# Taureau (pharaon)
Pour les articles homonymes, voir Taureau (homonymie).
Taureau est le nom d'un souverain prédynastique, dont l'existence est très controversée. Il est considéré comme un souverain de la culture Nagada III du néolithique tardif du sud de l'Égypte.
Si « Taureau » représente effectivement le nom d'un souverain, il est principalement connu par des tablettes d'ivoire de la tombe U-j d'Oumm el-Qa'ab à Abydos et par une gravure rupestre sur la montagne du Gebel Tjaouti.

## Attestations
L'égyptologue Günter Dreyer a déduit l'existence du roi « Taureau » d'incisions sur une statue du dieu Min, qu'il a interprétées comme des décisions. Il soupçonne que les biens funéraires, destinés au roi Scorpion Ier, provenaient des biens du domaine public du roi « Taureau » et que le symbole du taureau provenait donc du nom de ce dernier,.
Une autre confirmation de l'existence de ce souverain est l'interprétation d'un dessin rupestre découvert en 2003 sur le Gebel Tjaouti dans le désert à l'ouest de Thèbes. Il représente apparemment une campagne réussie du roi Scorpion Ier contre le roi « Taureau ». Cette bataille s'inscrit peut-être dans le cadre de la concentration du pouvoir dans l'Égypte de la fin de la préhistoire : Scorpion Ier, opérant depuis Thinis, a conquis le royaume de « Taureau » dans la région de Nagada,.

## Doutes
Cependant, comme le signe du taureau n'est jamais accompagné d'un faucon Horus ou d'une rosette d'or - indicateurs de souverains à l'époque pré-dynastique - certains chercheurs doutent qu'il fasse référence à un roi. Par exemple, l'expert en écriture Ludwig David Morenz et l'égyptologue Jochem Kahl soulignent que l'écriture hiéroglyphique égyptienne n'en était encore qu'aux premiers stades de son développement durant la période pré-dynastique et qu'il était extrêmement dangereux d'attribuer des symboles picturaux individuels. Cela s'explique par le fait que dans cette phase précoce de développement de l'écriture, il n'existait pas de déterminants fixes pour la « localité », les « nomes » et la « région ». La représentation d'un taureau pouvait représenter le roi en tant que force d'attaque, mais elle pouvait également faire partie du nom d'un certain lieu ou d'un district (par exemple, le nome du Taureau de la montagne). On trouve également des représentations de taureaux dans le cadre de la cérémonie archaïque de la « capture du taureau sauvage », préforme de la course à l'Apis. Une représentation de taureau ne confirme donc pas nécessairement le nom d'un roi,.